# فريدغوف كنوتسن
فريدغوف كنوتسن (بالنرويجية البوكمول: Fridtjof Knutsen)‏ هو صحفي نرويجي، ولد في 1894 في هارستاد في النرويج، وتوفي في 1961.